# Die Verteidigung
Die Verteidigung ist ein historischer Roman des Schriftstellers Fridolin Schley. In dem Werk, das 2021 im Verlag Hanser Berlin erschienen ist, beschreibt der Autor die Beteiligung des damaligen Jurastudenten Richard von Weizsäcker an der Verteidigung seines Vaters Ernst von Weizsäcker im Wilhelmstraßen-Prozess in den Jahren von 1947 bis 1949.

## Handlung

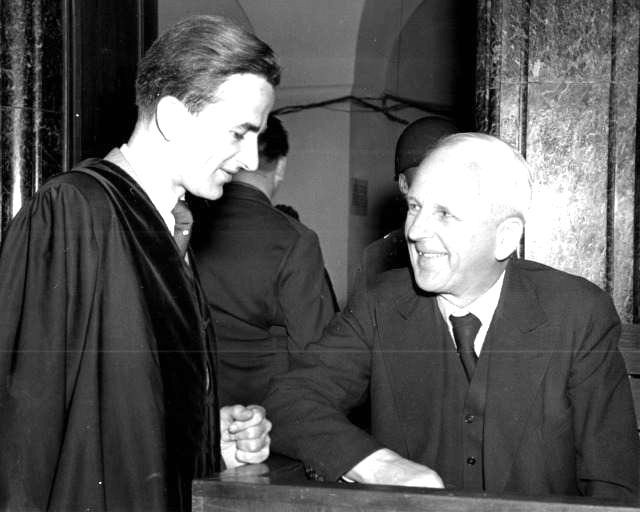
Ernst von Weizsäcker in Nürnberg mit Sohn Richard von Weizsäcker.

Nach den Nürnberger Hauptprozessen wurde als einer der insgesamt zwölf Nachfolgeprozesse der Wilhelmstraßen-Prozess durchgeführt. Die Anklage gegen 21 Männer, darunter etliche ehemalige NS-Ministerialbeamte u. a. des Auswärtigen Amtes, vertrat Robert Kempner. Die offizielle Bezeichnung der Anklageschrift lautete The United States of America vs. Ernst von Weizsäcker et al. Der Prozess dauerte von der Anklageerhebung am 15. November 1947 bis zur Urteilsverkündung am 11. April 1949. Das Strafmaß wurde am 13. April 1949 verkündet, die Berichtigungsbeschlüsse ergingen am 12. Dezember 1949.
Der Roman umfasst 251 Textseiten, die in sieben überschriftslose Kapitel gegliedert sind. Das Werk beginnt mit dem Tag der Prozesseröffnung, und es endet mit der Begnadigung des verurteilten Ernst von Weizsäcker am 13. Oktober 1950. Die Zeit nach der Haftentlassung am 15. Oktober 1950 wird am Ende des Romans als Teil eines historischen Ausblicks dargestellt, in dem auch die Gründung der Bundesrepublik Deutschland, der aufziehende Kalte Krieg und der Beginn von Richard von Weizsäckers politischer Laufbahn aufscheinen.
Im Handlungsablauf nimmt Fridolin Schley eine auktoriale Erzählsituation ein: Der Autor ist für den Leser ein Vermittler der Geschichte mit ihrem hauptsächlichen Protagonisten Richard von Weizsäcker, den er meist beim Vornamen nennt. Richard gehört – gemeinsam mit Hellmut Becker und Warren Magee – in dem Prozess zu den Strafverteidigern.
Den eigentlichen Prozess verknüpft Schley mit Autoren, die in Deutschlands Nachkriegszeit eine wesentliche Rezeption gefunden haben: So beschreibt Schley die Berichterstattung der damaligen Journalistin Margret Boveri und verweist auf die Gespräche, die Uwe Johnson ab 1968 mit ihr führte. Und der Protagonist Richard kommt mit Wolfgang Hildesheimer ins Gespräch, der in dem Prozess als Dolmetscher arbeitet.
Der Roman folgt dem Prinzip des geschlossenen Ortes: Was zeitgleich mit dem Prozess geschieht – z. B. die Berliner Luftbrücke – wird nur in Schlaglichtern angedeutet. Die Handlung spielt zum größten Teil im berühmten Nürnberger Gerichtssaal 600, weicht von dort aber immer wieder zu Seitensträngen oder Erinnerungen ab, etwa an Richard von Weizsäckers Kindheit, seine Soldaten- und Studienzeit. Je näher er im Laufe des Prozesses seinem Vater kommt, desto mehr lernt er auch Struktur und Ausmaß der NS-Verbrechen kennen und umso stärker werden die Zweifel am Selbstverständnis des Vaters, der auf seinem reinen Gewissen beharrt. Zwischen Loyalität und Befremdung, familiärer und moralischer Verpflichtung ist der Sohn hin- und hergerissen. Sein inneres Ringen zeigt sich u. a. in gedanklichen Exkursen über die Bedeutung von Sprache und ihr Verhältnis zur historischen Wahrheit. Richard von Weizsäckers berühmte Rede vom 8. Mai 1985 scheint dabei nur im ersten Kapitel einmal auf sowie implizit am Ende, wenn er anlässlich der Urteilsverkündung über Vergangenheitsbewusstsein und persönliche Verantwortung reflektiert.
Neben der literarischen Erzählebene verläuft noch eine zweite, die essayistischer und distanzierter ausgerichtet ist. Sie rekapituliert den biografischen Werdegang von Ernst von Weizsäcker, vom Ersten Weltkrieg über die diplomatische Laufbahn während der Weimarer Republik und dem Selbstarrangement mit der Diktatur Hitlers bis hin zur verhängnisvollen Rolle als Staatssekretär unter Joachim von Ribbentrop in der Vorkriegs- und Kriegszeit: Versuchte Weizsäcker zunächst noch mit diplomatischen Mitteln den Krieg zu verhindern, versiegen seine versteckten oppositionellen Bestrebungen nach dem Ausbruch zunehmend. Verurteilt wird er in Nürnberg schließlich wegen Verbrechen gegen die Menschlichkeit, u. a. weil er 1942 die Deportation von über 6000 französischen Juden nach Auschwitz abzeichnete.
Auch die äußeren Umstände und die Nachgeschichte des Wilhelmstraßenprozesses werden im Roman essayistisch aufgegriffen, die Strategien von Anklage und Verteidigung sowie ihre Bezüge zum Zeitgeist der deutschen Nachkriegsgesellschaft. Hier tritt eine Vielzahl an entscheidenden Nebenfiguren hervor – wie der Ankläger Robert Kempner, der massiven antisemitischen Anfeindungen ausgesetzt ist, der Kriegsverbrecher Gottlob Berger, der im Prozess schließlich die höchste Strafe erhält, oder der verschworene Stefan-George-Kreis mit seinem starken Wirken im Hintergrund des Prozesses.
In beide Erzählebenen sind als durchgehendes Stilmittel Quellenmaterialien eingearbeitet: Auszüge aus authentischen Briefen, Tagebüchern, Amtspapieren und Prozessunterlagen. Sie verleihen dem Roman Züge einer Doku-Fiktion. So zeichnet sich einerseits ein realitätsnahes Zeitbild ab, in dem die Verteidigung teils zweifelhafte Leumundszeugnisse und offensive Öffentlichkeitsarbeit zu einer Strategie der Mythenbildung zusammenführt: Ernst von Weizsäcker selbst sei ein Opfer – erst der Nazis, jetzt der rachsüchtigen Siegermächte; die Karriere zum Spitzendiplomaten habe er nur durchlaufen, um Schlimmeres zu verhindern: ein ‚Widerstand durch Mitmachen‘. Andererseits sind in den Text aber immer wieder auch Signale des Vorbehalts gestreut – z. B. Konjunktive oder Varianten einzelner Szenen – die den historischen Wahrheitsgestus in Frage stellen. Hierzu zählen auch dezidiert literarische Verfahren wie der Einsatz von Leitmotiven, etwa dem Gespenster-Motiv.

## Rezeption
Von der öffentlichen Literaturkritik wurde der Roman im Spätsommer und Herbst 2021 sehr positiv aufgenommen. Zu den bekanntesten Stimmen zählen:
Julia Encke, Frankfurter Allgemeine Sonntagszeitung: „Die Verteidigung gehört zu den aufwühlendsten Büchern dieses Herbstes (…) Es führt in atemberaubender Verdichtung jenen Moment vor Augen, in dem in Deutschland aus Wissenden angeblich Unwissende wurden. (…) Ein in seiner sprachlichen Zurückgenommenheit umwerfender und in seiner Verdichtung eindrucksvoller Roman.“
Thomas Karlauf, Frankfurter Allgemeine Zeitung: „Mit sicherem Gespür für den historischen Kontext, unter Verzicht auf überflüssige romanhafte Ausschmückung und ohne das moralische Auftrumpfen der Nachgeborenen entfaltet Fridolin Schley ein inneres Zwiegespräch von bedrückender Intensität. (…) Der Leser, der sich auf die verstörende Dialektik dieser Perspektive einlässt, wird durch die Lektüre reich belohnt.“
Norbert Frei, Süddeutsche Zeitung: „Eine atmosphärisch dichte Erzählung, die einerseits eng an den gesicherten Fakten und Dokumenten bleibt, andererseits aber kräftig Gebrauch macht von der dem Literaten (…) jederzeit offenstehenden Möglichkeit, zu spekulieren und zu psychologisieren. Das Ergebnis ist beachtlich: Schleys Roman ist dort besonders stark, wo er dem zu Anfang des Prozesses 34jährigen Hauptverteidiger Hellmut Becker mit den Augen des 27jährigen Hilfsverteidigers Richard von Weizsäcker folgt. (…) Schleys Entscheidung, das Eröffnungsplädoyer der Verteidigung Hellmut Becker in den Mund zu legen (tatsächlich hielt es Warren Magee), beschreibt eine höhere Wahrheit.“
Marianna Lieder, Die Zeit: „Schley, der an mehreren Stellen Bruchstücke aus der Rede in den Bewusstseinsstrom des jungen Richard einfließen lässt, kommt ohne jede wohlfeile moralische Überlegenheitspose des Nachgeborenen aus. In einer Zeit, in der Rufe nach neuen Formen der Gedenkkultur immer lauter werden, ist Die Verteidigung ein längst überfälliger Beitrag. Nicht nur weil darin kurzweilig und akribisch ein in die Gegenwart hineinwirkender Schlüsselmoment der deutschen Geschichte versinnbildlicht wird. Zudem wird mit unverbrauchten Mitteln eine alte, dennoch häufig verkannte Wahrheit demonstriert: ‚Verstehen‘ und nuancierter psychologischer Nachvollzug bedeuten eben nicht automatisch zu entschuldigen. Vielmehr wird dadurch erst jene Distanz erzeugt, ohne die Erkenntnis nicht zu haben ist.“
Heribert Prantl, Süddeutsche Zeitung Online/Prantls Leseempfehlungen: „Es ist dies kein historischer, wohl aber ein historisch gründlich recherchierter, ein feinsinniger und intelligenter Roman, der seine Leser sensibel sowie mit hohem Respekt vor dem ehemaligen Bundespräsidenten mitnimmt in dessen inneres Zwiegespräch und innere Zwiespältigkeiten über Schuld und Gerechtigkeit, Verantwortung und Pflicht, Wahrheit und Lebenslüge.“
Hans von Trotha, Deutschlandfunk Kultur: „Es ist, als habe Kafka nicht nur bei der Architektur des riesigen Justizpalasts sondern auch bei der des Verfahrens Pate gestanden, wenn Fridolin Schley davon erzählt. (…) Die Dezenz, mit der Fridolin Schley seine Bögen schlägt, hat etwas Meisterliches. Und die Verbindungen, die er uns aus seinem Text herauslesen lässt, verleihen dem Roman seine eigentlich spannende Dimension. (…) Es ist schade, ja ein Verlust für die deutsche Gesellschaft, dass Richard von Weizsäcker seine wahren Gedanken zu dieser Verteidigung nie hat teilen wollen. Für die deutsche Literatur unserer Tage war es eine Chance und Dank der Tatsache, dass Fridolin Schley sie ergriffen hat, so etwas wie ein Glück.“
Andreas Isenschmid, 3sat, Kulturzeit: „Der Roman hat eine unglaubliche Leidenschaft. Eine Leidenschaft der Aufklärung, der Nuance, des genauen Hinsehens. (…) Wer ein bisschen für das Abenteuer des Denkens und Mitfühlens und nicht für schnellfertiges Denken gemacht ist, der wird ein riesiges Vergnügen daran haben. (…) Und er wird eine sehr schwierige Situation der deutschen Geschichte so genau verstehen, wie man es bisher nicht konnte. Fridolin Schley geht näher heran als jeder andere bisher.“
Andreas Wirthensohn, WDR: „Aus stetig wechselnden Perspektiven, mit einer Erzählstimme, die den beteiligten Personen ganz nahe kommt und sich dann immer wieder von ihnen entfernt, stellt dieser Roman eindringliche Fragen: nach Moral und Menschlichkeit, nach Wahrheit und Wahrnehmung, nach der Schuld der Väter und der Verantwortung der Kinder. (...) In diesem ungeheuer dicht erzählten und lesenswerten Roman verschlägt es einem (...) immer wieder die Sprache.“
Sabine Zaplin, Bayerischer Rundfunk: „Ein Roman, der nicht nur einen profunden erzählerischen Blick auf die Entstehungszeit der Bundesrepublik wirft, sondern zugleich die ganz großen Themen in den Ring schleudert: Schuld und Unschuld, Opfer- und Täterrollen, Moral und Gewissen. (…) Ein großartiges, herausforderndes Buch, das nicht zuletzt aufgrund seiner exzellenten Sprache besticht.“
Natascha Freundel, RBB Kultur: „Eine atemberaubende und hochliterarische Annäherung an das Vater-Sohn-Verhältnis, basierend auf einem festen Faktenfundament ... sehr eindringlich, nie aufdringlich.“
Wolfgang Popp, ORF/Kulturjournal: „Wie Fridolin Schley die Räume der Vergangenheit mit Leben füllt, und wie er sich dort im Denken der Weizsäckers und der damaligen Zeit umsieht, das ist hochspannend. Und dass er für den Wechsel aus erzählerischen und essayistischen Passagen den richtigen Rhythmus findet, macht seinen Roman auch sprachlich zu einem Genuss.“
Cornelia Zetzsche, BR2: „Mutig, risikofreudig und souverän (...). Ein schmales aber großes Buch über Schuld, Hybris und Mitläufertum“.
Felix Münger, SRF1: „Für mich ist das Buch dermaßen intensiv, dermaßen berührend, dass ich sagen würde, es ist eines der besten des Herbstes.“

## Auszeichnungen
Im Herbst 2021 wurde der Roman mit dem Tukan-Preis der Stadt München ausgezeichnet. In der Jury-Begründung hieß es u. a.: „Fridolin Schleys kluger, psychologisch feinfühliger und genau recherchierter historischer Dokumentarroman ist ein Gerichtssaal-Drama, das das ,große Drama der Geschichte´ und das der Beteiligung daran verhandelt. Es kreist um die Verteidigung des hohen NS-Beamten und Diplomaten Ernst von Weizsäcker durch seinen eigenen Sohn Richard (...). Der Autor konfrontiert uns mit der Frage, wie der Einzelne und seine Familie mit der Schuld umgehen, die Weizsäcker durch seine Mitarbeit im nationalsozialistischen Verbrechensapparat auf sich geladen hatte. Fridolin Schley schreibt kühl, präzise und ohne jeden moralischen Überlegenheitsgestus des Nachgeborenen. ,Die Verteidigung´ zeigt uns das Ringen um die Wahrheit als lebenslangen Prozess.“ In ihrer Laudatio bei der Preisverleihung im Literaturhaus München beschrieb die Schriftstellerin Dagmar Leupold Fridolin Schleys Poetik als eine der produktiven „Hinter-frag-würdigkeit“, dank derer er „mit feinem Sprachskalpell, großer Sorgfalt und Klugheit die Verstrickungen offen[legt], die von Machtstreben, Selbstüberhebung, Ressentiments angetrieben, mit Feigheit und Blindheit geschlagen eines der dunkelsten Kapitel in der deutschen Geschichte ausmachten.“
2022 erhielt Fridolin Schley für den Roman zudem den Franz-Hessel-Preis. Die Jury urteilte: „Mit dem Roman Die Verteidigung ist Fridolin Schley ein wahres Kunststück gelungen. (...) Seine virtuos gearbeitete Collage aus Fakten und Fiktion konfrontiert die Leserinnen und Leser eindringlich mit den Fragen nach Schuld und Verantwortung, nach Gerechtigkeit und den Lehren aus der Geschichte. Der Stoff ist faszinierend, die Form überzeugend und der Stil des Buches meisterhaft.“
Die Hörbuchfassung von Die Verteidigung war für den Deutschen Hörbuchpreis 2022 nominiert (Shortlist Kategorie Bester Interpret: Devid Striesow).

## Übersetzungen und Folgeausgaben
- 2022 wurde der Roman zusätzlich in der Büchergilde Gutenberg veröffentlicht.[24]
- Im Mai 2023 erschien der Roman in der Übersetzung von Anne Folkertsma und Marianne van Reenen in den Niederlanden.[25]
- Die deutsche Taschenbuchausgabe folgte im Juni 2023 im dtv-Verlag.

## Wissenschaftliche Verarbeitung
- Philipp Glahé: Der „dunkle Ikarus“. Über Fridolin Schleys Roman „Die Verteidigung“. In: Zeitschrift für ausländisches öffentliches Recht und Völkerrecht 83 (2023).[26]
- Kai Ambos: Kontinuität womit? Alternativlos wozu? Zur Kritik vermeintlicher Selbstverständlichkeiten in der juristischen NS-Vergangenheitsaufarbeitung. Review Essay in: Verfassungsblog. On matters constitutional 4/2022.[27]

## Bibliografie
- Fridolin Schley: Die Verteidigung. Roman. Recherche-Arbeit von Laura Velte.[28] Verlag Hanser Berlin, München 2021, ISBN 978-3-446-26592-9, Rezension von Norbert Frei.[29]